# Some Came Running
Some Came Running (conocida en español como Como un torrente en España y Dios sabe cuánto amé en Argentina y Uruguay) es una película estadounidense de 1958, del género melodrama, dirigida por Vincente Minnelli, con Frank Sinatra, Dean Martin, Shirley MacLaine, Martha Hyer y Arthur Kennedy en los roles principales. Es una adaptación de la novela homónima de James Jones.

## Argumento
Dave Hirsh (Frank Sinatra), un veterano de la Segunda Guerra Mundial transformado en escritor, no tiene suerte en su oficio, por lo que decide volver a su ciudad natal, de la que se marchó 16 años antes. Cuando emprende el viaje de vuelta lo acompaña una veterana prostituta. 
Una vez allí, entablan amistad con un borracho que se gana la vida como jugador profesional de cartas, y con una chica de pueblo que intenta abrirse camino en la ciudad.

## Premios
- 5 nominaciones a los Oscar

- Mejor actriz: Shirley MacLaine.
- Mejor actriz de reparto: Martha Hyer.
- Mejor actor de reparto: Arthur Kennedy.
- Mejor diseño de vestuario: Walter Plunkett.
- Mejor canción: Sammy Cahn y Jimmy Van Heusen por To Love and Be Loved.

- 1 nominación a los Globo de Oro

- Mejor actriz: Shirley MacLaine.

- 7 premios Golden Laurel

- Segundo puesto en la lista como Mejor película en la categoría de drama.
- Ganador como Mejor actor en la categoría de drama: Frank Sinatra
- Segundo puesto en la lista como Mejor actor de reparto: Arthur Kennedy
- Tercer puesto en la lista como Mejor actriz: Shirley MacLaine
- Ganadora como Mejor actriz de reparto: Martha Hyer
- Ganadora como Mejor banda sonora: Elmer Bernstein
- Tercer puesto en la lista como Mejor canción: Sammy Cahn y Jimmy Van Heusen por To Love and Be Loved.